# Batalla de Ceuta (1415)
La batalla de Ceuta de 1415, librada el 21 de agosto de 1415, y la posterior conquista de la actual ciudad española de Ceuta por los portugueses tiene sus raíces en los primeros años de la dinastía de Avis en Portugal. Tanto la batalla de Ceuta y, en un sentido más amplio, la era de la expansión europea, fueron influenciados por el infante Dom Henrique de Portugal, más conocido como el príncipe Enrique el Navegante.

## Enrique el Navegante
Nacido en 1394, Enrique era el tercer hijo del rey Juan I y la reina Felipa, que fueron monarcas de la dinastía de Avis. Él y sus hermanos vivieron en una época en la que el honor era tanto ganado como heredado; el concepto de la caballería medieval, que aún mantenía influencia en las cortes europeas. En vista de este mundo, no es de extrañar que Juan llevara a su hijos y sus fuerzas concentradas en un ataque a la fortaleza mariní de Ceuta en 1415. Este "bautismo de sangre" era una forma tradicional por la que los nobles demostraban su valor. Además, la expedición alimentaba el espíritu de cruzada en sus guerreros, ya que no había mayor gloria para los cristianos ibéricos de la Reconquista que lograrla a través de la derrota de los sarracenos.
La conquista portuguesa de Ceuta sirvió a los más grandes propósitos de los hijos de Juan de ganar honores de caballero de los hijos de Juan I; su victoria sobre las fuerzas del Islam reavivó los sueños de una cristiandad unificada que podría someter al islam en diversos aspectos de los conflictos. La perspectiva de una triunfante unificación militar religiosa de los imperios cristianos distantes, por lo tanto, aumentaba su atractivo para los líderes europeos.

## La batalla

Posesiones portuguesas en el norte de África. El mapa no incluye a Madeira (1415-1769).

Antes de la batalla, el rey Juan I de Portugal sostuvo un consejo de guerra en punta Carnero (España) para planear el ataque.
La batalla en sí fue de corta duración, ya que los cuarenta y cinco mil hombres que viajaron en doscientos buques portugueses sorprendieron a los defensores de Ceuta desprevenidos. El ataque que se inició en la mañana del 21 de agosto de 1415 terminó con la captura de la ciudad por la noche. El príncipe Enrique se distinguió en la batalla, siendo herido durante la conquista de la ciudad, que se conocía como la «Llave del Mediterráneo».
Así, uno de los principales centros de comercio del norte del mundo islámico pasó a dominio de Portugal. Esta conquista en África fue parte de la primera fase de la gran expansión europea que acabaría llegando a todos los continentes del planeta.

## Cultura popular
En 2007, el escritor franco-brasileño Arkan Simaan publicó L'Ecuyer d'Henri le Navigateur, una novela histórica basada en la crónica del historiador medieval portugués Gomes Eanes de Zurara.